# Осада Латакии
Оса́да Латаки́и — часть сирийского восстания. 13 августа 2011 года сирийская армия и сирийские военно-морские силы начали операцию в сирийском прибрежном городе Латакия.

## Предыстория
Латакия была местом протестной активности с марта 2011 года. Сирийское правительство заявило, что 12 человек были убиты в городе в ходе столкновений в конце марта, что привело к вводу в город войск в целях ограничения движения в город и из города. Сотни сирийцев были арестованы к концу июля, местные активисты в Латакии сообщали иностранным средствам массовой информации, что опасаются насильственных разгонов их акций. Однако протесты продолжались, несмотря на увеличение присутствия сотрудников сил безопасности и аресты. Несколько гражданских лиц были убиты в ходе столкновений с полицией в этот период.

## Эскалация конфликта
Более 20 танков и БТР вошли в Латакию 13 августа, как сообщил из Лондона базирующийся там Сирийский наблюдательный пункт за правами человека (SOHR). Он сообщил, что активисты, по меньшей мере двое гражданских лиц, были убиты в ходе операции 13 августа.
14 августа местный оппозиционный координационный комитет (LCC) заявил, что число погибших возросло, так как сирийская армия начала артиллерийский и танковый обстрел частей города, а сирийские ВМС обстреляли прибрежные районы с канонерских лодок из тяжелых орудий. Сирийская Национальная организация по правам человека заявила, что ей известны имена 26 погибших в Латакии, в то время как SOHR заявил, что большинство смертей были вызваны тем, что людей либо сбили, либо переехали боевые машины. Правительство Сирии в свою очередь заявило, что были убиты двое солдат и четверо «вооружённых мужчин, которые терроризировали местных жителей».
Операция продолжилась 15 августа, когда сирийская армия приказала жителям южных и юго-восточных районов Латакии эвакуироваться. Катарский телеканал «Аль-Джазира» сообщил, что, по утверждению местных жителей, солдаты проводят облавы на людей в центре города, сажая их в автобусы и отправляя на стадион Аль-Асад. Коалиция оппозиционных активистов «Сирийский революционный координационный союз» сообщила о, по крайней мере, шестерых убитых в течение дня в Латакии. Сирийское правительство заявило, что отрицает использование канонерских лодок против Латакии, назвав эти претензии «абсолютно необоснованными», и что корабли у берегов Латакии использовались для борьбы с контрабандой. Ближневосточное агентство ООН для помощи палестинским беженцам и организации работ (БАПОР) заявило, что более 5000 палестинцев были вынуждены бежать из лагеря беженцев на окраине Латакии во время штурма, а LCC сообщил, что солдаты пришли из города в лагерь беженцев и потребовали от местных жителей уйти. LCC также сообщил, сирийские солдаты стреляли по случайным людям в дополнение к обстрелам окрестностей и обыскам в домах. По крайней мере, один местный житель сообщил, что в районе, где находится палестинский лагерь, велась стрельба, а также что огонь из тяжёлых пулемётов был слышен более чем в полудюжине других районов города.
Международная группа по правам человека «Avaaz» заявила, что может подтвердить гибель девяти человек 16 августа в Латакии. Местные жители сообщили, что многие люди были задержаны, пытаясь бежать из города, и что бойцы «шабиха» в штатском, верные Асаду, грабили дома и магазины в районе аль-Рамель, где находится лагерь палестинских беженцев, а также агрессивно реагировали на любую попытку или любой признак съёмки. Один житель заявил, что боится, что окраины города будут полностью уничтожены.
Врач, работающий в Латакии, сообщил 18 августа, что заявления активистов оппозиции, в том числе об использовании военных кораблей для нападения на город и задержании сотен гражданских лиц на спортивном стадионе, являются правдой. Он заявил, что более 50 человек погибли с 14 августа в Латакии. Суннитские и палестинские жители города атакованы в первую очередь, по его словам, их дома были разрушены с помощью обстрелов и бульдозеров, чтобы вынудить людей бежать, и многие из них были схвачены и арестованы.

## Последствия
10 января 2012 года появилась видеозапись, показывающая небольшую толпу про-Асадовских демонстрантов в Латакии, окруживших используемые наблюдателями ЛАГ белые машины и напавших на них, при этом было ранено 11 наблюдателей.